# سامر جندی
سامر جندی (عربی: سامر سامر سابر الجندي؛ زادهٔ ۲۷ سپتامبر ۱۹۹۶) بازیکن فوتبال اهل فلسطین است.
وی همچنین در تیم ملی فوتبال فلسطین بازی کرده است.